# Parafia św. Andrzeja (Dominika)
Parafia świętego Andrzeja (ang. Saint Andrew Parish) – jedna z 10 parafii we Wspólnocie Dominiki, znajdująca się w północno-wschodniej części kraju. Stolicą parafii jest Wesley.
Graniczy z parafiami: św. Jana, św. Piotra od wschodu, św. Józefa od południowego zachodu oraz św. Dawida od południowego wschodu.

## Miejscowości
- Marigot – największa wieś parafii, zamieszkuje ją 2676 osób.
- Wesley

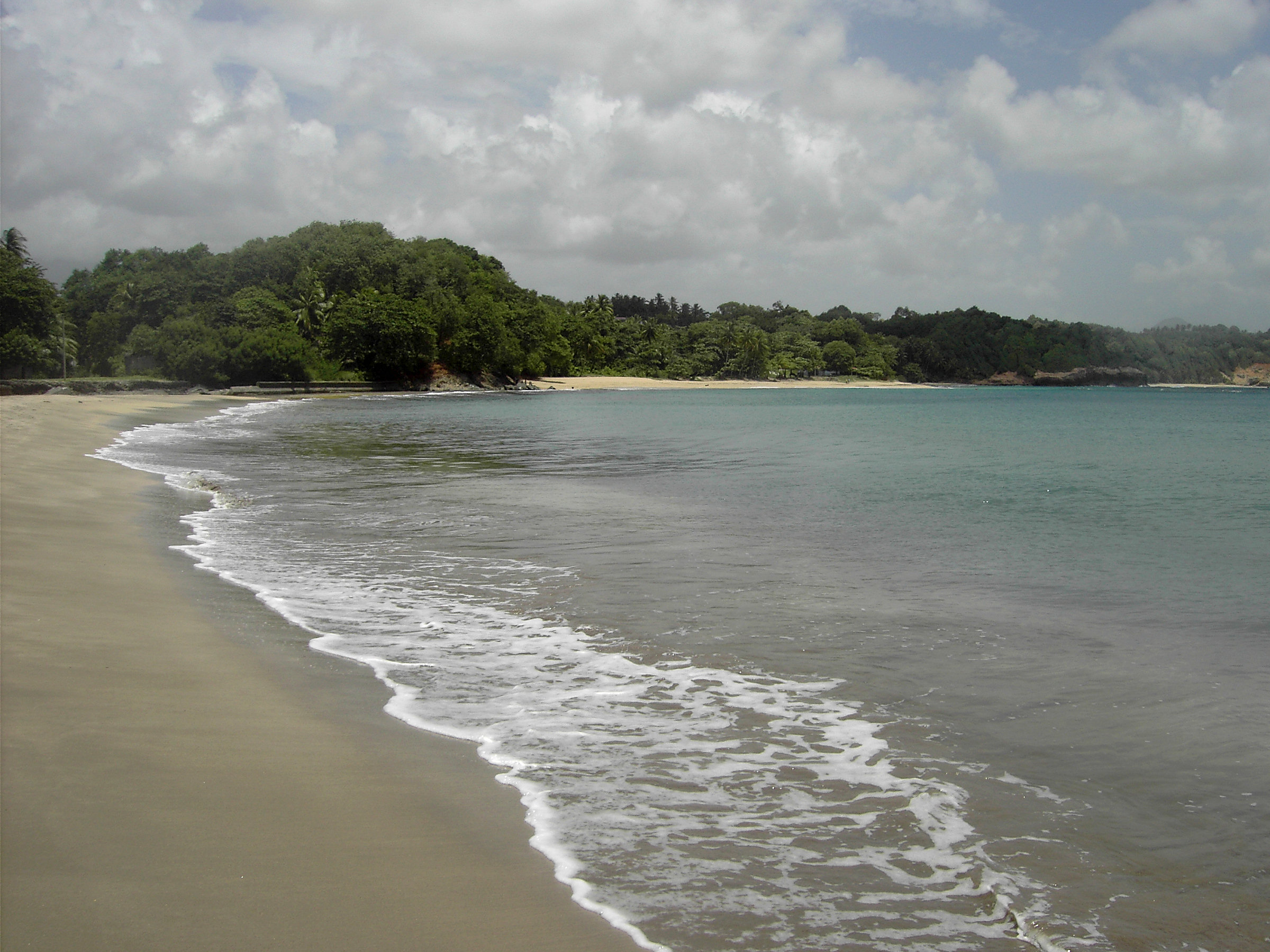
Woodford Hill
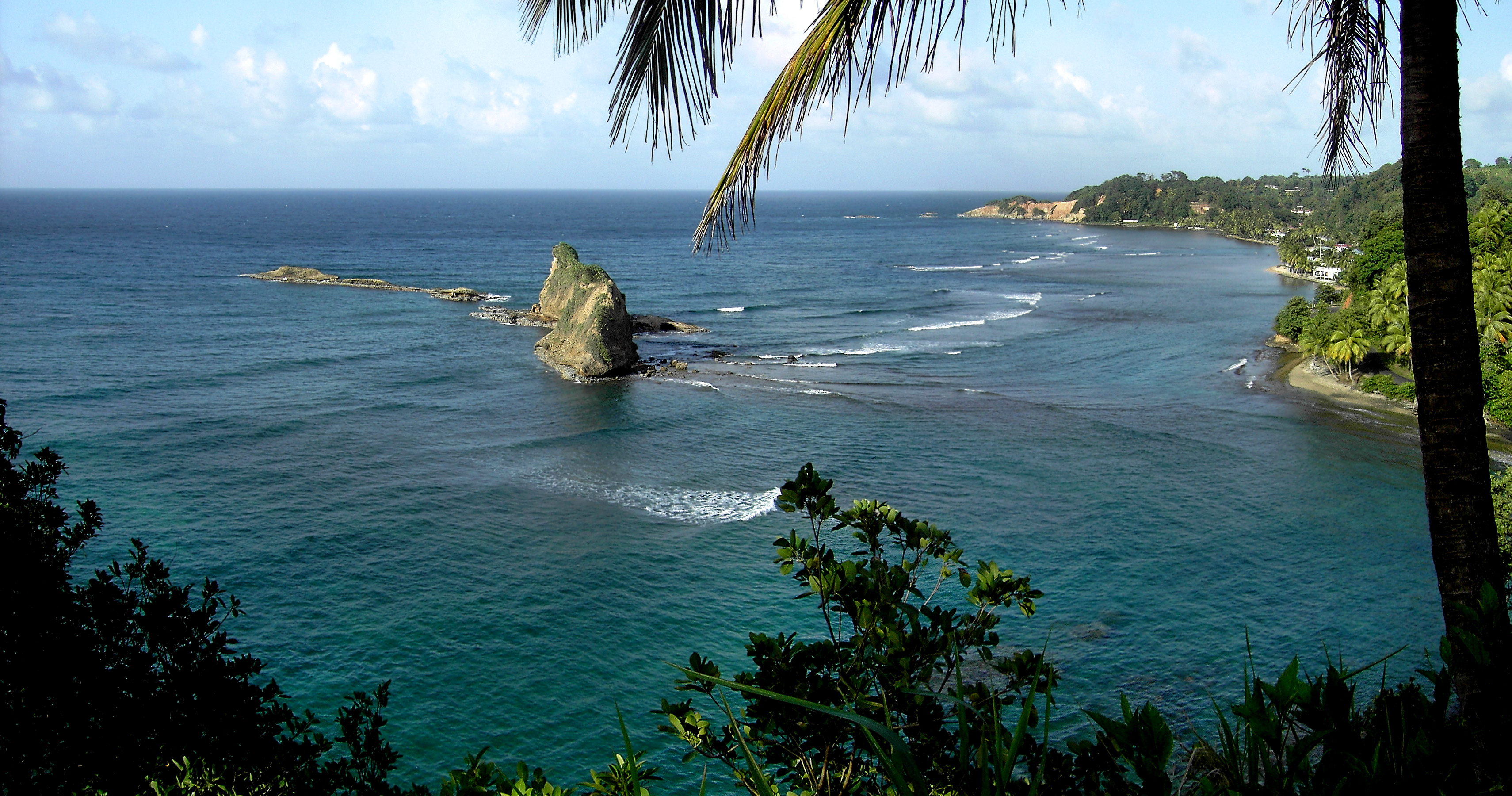
Calibishie
- Hampstead
- Bense
- Dos D'Ane
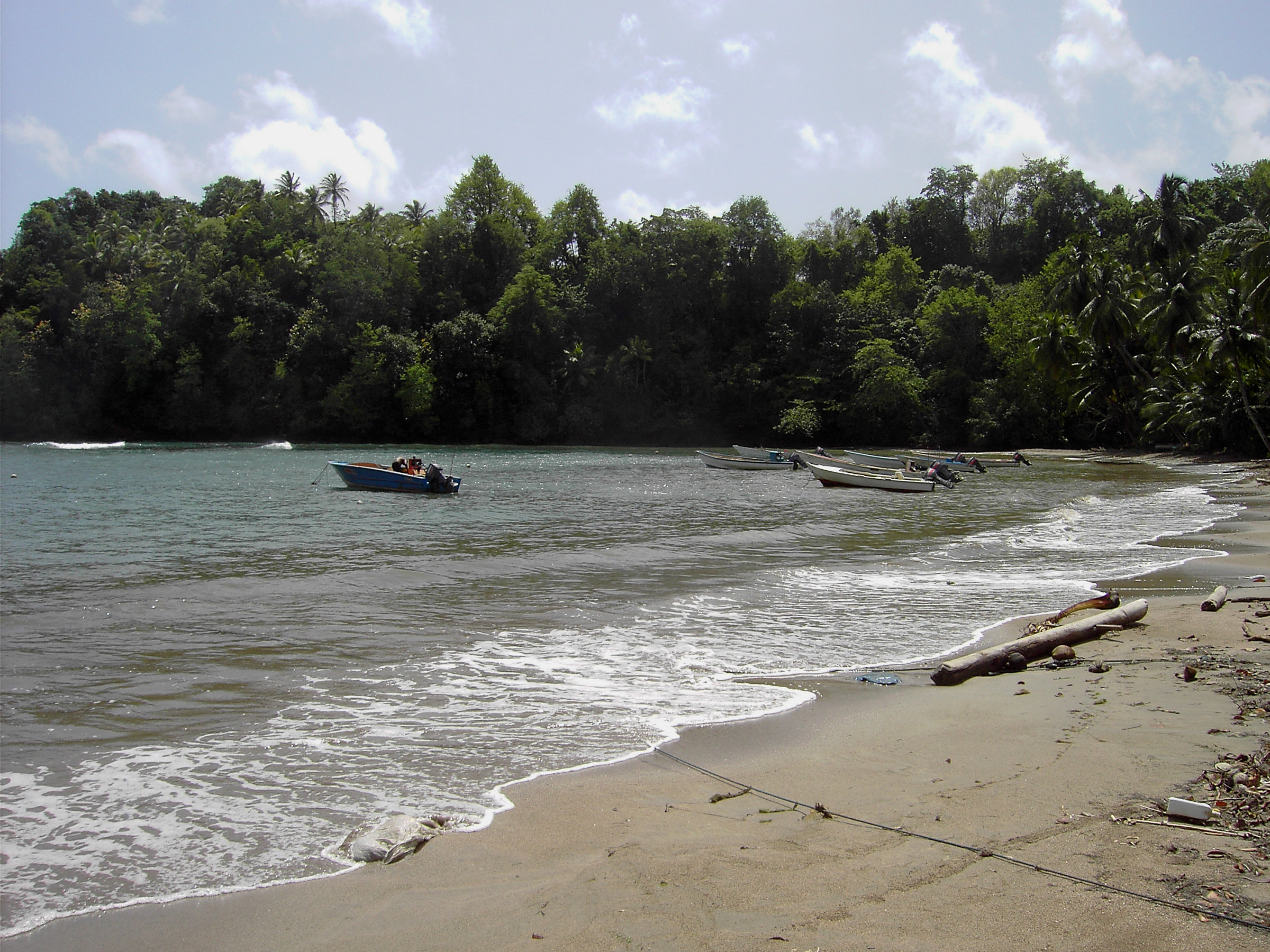
Anse Du Mé
- Paix Bouche
- Thibaud
- Vieille Case
- Penville

- Woodford Hill
- Calibishie
- Anse Du Mé